# Győr nembeli Atha
Győr nembeli Atha (Ottó) somogyi ispán (comes) volt, nádor Salamon uralkodásának idején, aki mint a Kaposszentjakabi bencés apátság alapítója ismert. 1067 után halt meg. Apja Győr (Geur) német lovag (a róla elnevezett nemzetség első tagja), akit Szent István nevezett ki győri ispánná. Gyermeke nem született, de örökbe fogadta felesége fiát, Alexiust.

## Élete
1061-ben bencés apátságot alapított a mai Kaposszentjakabon, a Várdombon. Állt már ott addigra egy Szent Jakabnak szentelt templom melyről az alapítólevél is említést tesz. Az épület jeleit az 1960-es években a Nagy Emese által vezetett feltárásokon megfigyelték, ám a romokat csak később tudták azonosítani. 
A régi templom körül az alapítólevél egy településről is említést tesz, amelynek lakóit Atha ispán a kolostoralapítás érdekében más birtokra telepítette. 
Az építkezés befejeződése után az ispán a kolostor felszentelésére meghívta Salamon királyt és annak unokatestvérét, Géza herceget.
Atha további sorsa ismeretlen.